# タロム航空381便事故
タロム航空381便事故（タロムこうくう381びんじこ）は、1994年9月24日に発生した航空事故である。アウレル・ヴライク国際空港発パリ＝オルリー空港行きだったタロム航空381便（エアバス A310-325）が、オルリー空港への進入中に失速し急降下した事故である。乗員乗客186人全員は無事だった。

## 事故機
事故機のエアバス A310-325（YR-LCA）は、1992年12月17日にタロム航空へ納入された。事故後も運用され続け、2018年にアルメニア・エアウェイズに売却された。

## 事故の経緯
381便は、アウレル・ヴライク国際空港を離陸し、パリ＝オルリー空港に10時40分ごろ到着する予定だった:7。
オルリーATISが、滑走路26が使用可能で視程10kmで2,400フィート (730 m)地点に雲があることを報告した。10時30分、機体は巡航高度の35,000フィート (11,000 m)から降下を開始し、10時38分39秒に381便はムランVORを速度400ノット (740 km/h)、高度6,600フィート (2,000 m)で通過した。10時41分01秒、管制官は滑走路26へのILS進入のため方位を310度に変更するよう指示した。滑走26を視認したため、機長は自動操縦での着陸進入を継続した。10時42分53秒にフラップとスラットが15度に設定された:7。
滑走路に正対する前、OYEビーコンを250ノット (460 km/h)自動操縦で通過中に、機長はグライドスロープが捕らえられていないことに気付いた。機長は自動操縦を解除し、手動での進入を続けたが、オートスロットルは解除されなかった:7。
10時43分22秒に、フラップが20度に設定された。このとき、速度はおよそ195ノット (361 km/h)で、フラップを20度に展開できる速度を2ノット (3.7 km/h)ほど上回っていた:185。フラップが展開されると、スロットルが上がり速度が増加した:7。
機長は、揚力の増加に伴う機体の上昇を止めるため、サイドスティックを倒した。スロットルがアイドルまで下げられたが、水平安定板のトリムが機首上げ位置に動いていった:7。
トリムの増加により、機首が上がり始めたため、パイロットはサイドスティックを再び倒した。トリムは機首上げ最大位置まで動き、昇降舵は機首下げ最大位置まで動かされた。また、スロットルは急速にアイドルまで下がった:7。
数秒のうちに機体の上昇角度が60度近くまで増加した。目撃者は381便が急上昇するのを見た。4,100フィート (1,200 m)まで上昇し、速度は35ノット (65 km/h)まで減少した。機体は失速し、33度の降下角度で地表へ落下していった。機長は降下中に「メーデー！（Mayday!）」と管制官に伝えた。管制官は、「あー、タロム381、方位180に左旋回（Euh ... Tarom 
three eight one turn... 
left if you want heading 
one eight zero）」と言い、数秒後に「タロム381聞こえるか？（Tarom three eight 
one do you hear me?）」と返答した:53-54。急降下中に地表接近警報も作動した。機長は800フィート (240 m)付近で機体の建て直しに成功した。10時52分に381便は再び着陸進入を行い、オルリー空港へ着陸した:8。

## 事故調査
フランス航空事故調査局（BEA）が事故調査を行った。最終報告書では、機体の異常な機首上げと失速は、水平安定板が機首上げ限界位置まで動いたことだと述べた。これらは、機長が自動操縦の復帰について理解していなかったため発生した。突然の機首上げに対して、パイロット達は昇降舵を使っての修正操作が出来なかった:34。
また要因として以下を挙げた:34。
- 降下が遅れ、高速での着陸進入を強いられたため、手順を省略したこと。
- クルー・リソース・マネジメントが不適切だったこと。
- 着陸復航高度の設定が早いタイミングで行われたこと。
- 急激にフラップとスラットを20度に設定したため、速度保護機能が作動したこと。

## 安全勧告
1994年10月14日、フランス民間航空総局（DGAC）は各国の航空当局に対して、A300-600とA310を保有する航空会社へ通達を出し、以下の勧告に従うことを求めた:34-35:185-186。
- 運航上の速度を厳守すること。
- 乗員への情報として、A310とA300-600のAFSの特性と仕組みを周知し定期的に見直されること。
- 同様のインシデントに対して、有効な防止策としての乗員の手順、関連する資料、乗員のAFSの理解度を点検すること。

1995年1月24日、BEAは複数の勧告を出した。勧告では、全ての状況下において、自動操縦よりもパイロットの操作が優先されるかどうか調査を行うことや、自動操縦のモード表示の変更を検討することなどが求められた:35-36。